# 神秘果蛋白
神秘果蛋白是一种从神秘果中提取出来的糖蛋白，又称作奇果蛋白及神秘果素。该蛋白本身并没有甜味，但能让人在品尝原本不甜的酸性食物时尝出甜味。这种特性属于一种味觉修改功能，并非改变了食品本身的化学成分。

## 来源

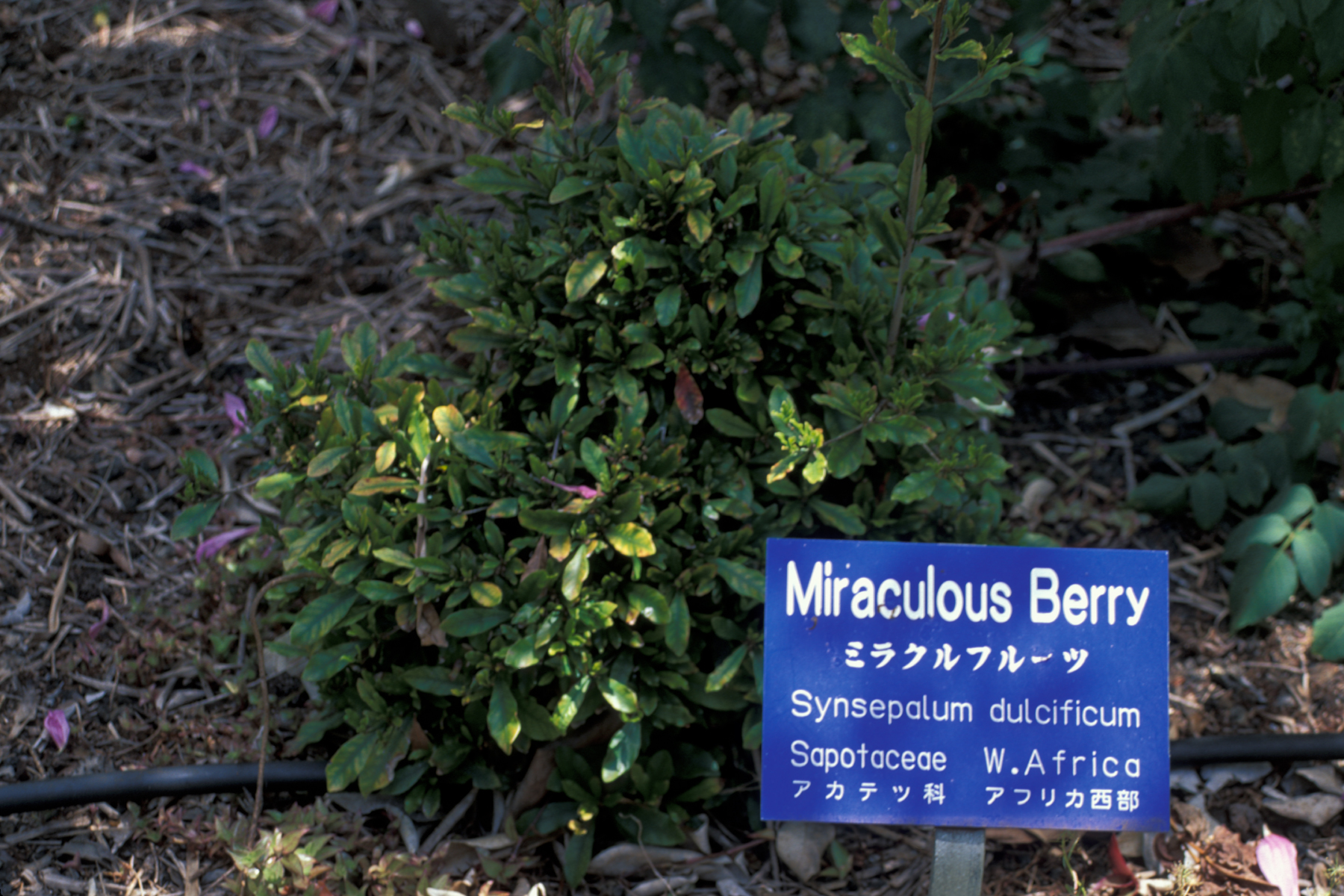
神秘果蛋白是首先从神秘果树的果实中提取出来的

## 发现历史
在神秘果中导致这一现象的活性物质，是由日本科学家栗原坚三教授分离出来的（Kurihara Kenzō） 。他于1968年在《科学杂志》上发表了这一成果，并在其中将这一新发现的化合物根据神秘果树的俗称“Miracle tree”命名为神秘果蛋白（Miraculin）。

## 糖蛋白结构
1989年，人们首次成功的对神秘果蛋白进行了测序，并发现这是一种由191个氨基酸以及一些糖链组成的糖蛋白。它以四聚体的形式呈现，其中的单体两两结成二聚体，而两个二聚体则通过二硫键聚合成四聚体。

| 信号肽（SIGNAL）（29）                                 | MKELTMLSLS FFFVSALLAA AANPLLSAA                        |
| 1-50                                                   | DSAPNPVLDI DGEKLRTGTN YYIVPVLRDH GGGLTVSATT PNGTFVCPPR |
| 51-100                                                 | VVQTRKEVDH DRPLAFFPEN PKEDVVRVST DLNINFSAFM PNPGPETISS |
| 101-150                                                | WCRWTSSTVW RLDKYDESTG QYFVTIGGVK FKIEEFCGSG FYKLVFCPTV |
| 151-191                                                | CGSCKVKCGD VGIYIDQKGR GRRLALSDKP FAFEFNKTVY F          |
| Swiss-Prot生物蛋白序列数据库上的神秘果蛋白的氨基酸序列 |                                                        |

该糖蛋白的摩尔质量是24.6kDa，包括3.4kDa的糖（约占重量的13.9%），其中的糖成分按摩尔比例计为：31%的氨基葡萄糖、30%的甘露糖、22%的岩藻糖、10%的木糖和7%的半乳糖。化学式为：C1081H1686O381N260S8 

## 甜味特性
神秘果蛋白和仙茅甜蛋白（另一种味觉修改剂）不一样，其本身不是甜的，但它可以在人们尝到该物质后的一段时间内，将酸味转变为甜味。抗甜化合物如匙羹藤酸可以抑制神秘果蛋白所引起的甜味，正如其对蔗糖产生的效果相同。这一物质所引起味觉修改现象的持续时间和强度，和许多因素有关，包括：神秘果蛋白的浓度、舌头接触神秘果蛋白的时间以及酸的浓度。该物质所能引起的最大甜味约等于浓度为17%的蔗糖溶液。
该糖蛋白不耐高温：当加热到超过100°C以上，神秘果蛋白就失去了其味觉修改特性。除此之外，在室温下，pH值低于3或者高于12的溶液也可以使其失去活性。在5°C的pH值为4的醋酸盐缓冲液中，其味觉修改能力可以保持约6个月 。
目前，人们仍然不清楚该蛋白修改味觉的具体机制。人们猜测神秘果蛋白可以改变舌头上的味觉细胞的结构，使得甜味感受器会被酸所激活，于是通常是酸的东西变成似乎是甜的。该作用会一直持续到味蕾恢复正常为止。该蛋白中的组氨酸残基（His29及His59）似乎对修改味觉行为起主要作用 。其中一个位点用于将蛋白附着在细胞膜上，而另一个点位（连接着木糖或者阿拉伯糖）则在酸性环境下激活细胞膜上的甜味感受器。而在阳离子存在的环境下（即碱性环境，例如存在钙离子Ca2+以及/或者镁离子Mg2+），将会干扰神秘果蛋白的活性糖与甜味感受器之间的结合，因此神秘果蛋白的味觉修改能力就失效了。也有人比较了食用神秘果后再食用柠檬酸时，酸性物质引起的味觉在中枢神经系统的味道信号传输被处理，只有甜味信号到达了中枢系统。
另一項研究指出，神秘果蛋白遇酸會改變其形狀。與人類舌頭中的受體緊密結合後，改變了受體的反應方式。酸度愈高，形狀改變愈大，嚐起來就愈甜。

## 用作增甜剂
神秘果蛋白容易溶解，并且相对热稳定，因此它是一个可能可以用于酸性食物（包括软性饮料）的增甜剂。

### 生产
日本研究人员尝试通过基因重组技术来大规模生产该物质，并取得了一些成果。虽然在酵母以及烟草植物上的尝试失败了，但是在大肠杆菌以及莴苣上进行基因修改的努力获得了成功。其中，每克的莴苣叶中，神秘果蛋白的含量为40微克，这已经是一个相当好的成绩了。要知道两克这样的莴苣叶中的有效成分，相当于一个神秘果的含量。

### 法律
在美国，神秘果蛋白被食品及药物管理局（FDA）判定为不允许作为增甜剂使用。
在欧盟国家，是否能用作增甜剂并没有法律上的定义。
在日本，根据卫生与福利事业部发布的《已知食品添加剂列表》（日本贸易振兴会出版），其被认定为无害的食品添加剂。

## 引用
1. 1 2 3  Theerasilp S, Kurihara Y. . J. Biol. Chem. August 1988, 263 (23): 11536–9  [2009-10-22]. PMID 3403544. （原始内容存档于2005-08-27）.
2. ↑  Ui, Michio.  [Kurihara Kenzou Performance Award Pharmaceutical Society said: it is a "miracle fruit"]. Farumashia (The Pharmaceutical Society of Japan). 1999, 35 (4): 365  [2009-10-22]. （原始内容存档于2012-04-01） （日语）.
3. ↑  Kurihara K, Beidler LM. . Science (journal). September 1968, 161 (847): 1241–3. PMID 5673432. doi:10.1126/science.161.3847.1241.
4. ↑  Theerasilp S, Hitotsuya H, Nakajo S, Nakaya K, Nakamura Y, Kurihara Y. . J. Biol. Chem. April 1989, 264 (12): 6655–9  [2009-10-22]. PMID 2708331. （原始内容存档 (PDF)于2020-06-09）.
5. 1 2 3  Kurihara Y. . Crit Rev Food Sci Nutr. 1992, 32 (3): 231–52. PMID 1418601.
6. ↑  UniProtKB/Swiss-Prot database entry P13087 （页面存档备份，存于）
7. ↑  . web.expasy.org.   [2025-05-23].
8. 1 2 3  Rowe, Aaron. . Wired Magazine. 2006-12-07  [2008-07-22]. （原始内容存档于2013-12-26）. Sweet receptors sit on taste buds and wait for sweet molecules to come along and set them off," explained Göran Hellekant, a miraculin researcher and professor of physiology and pharmacology at the University of Minnesota. "Normally, they can only be set off by chemicals that are legitimately sweet, but miraculin may distort their shape a bit so that they become responsive to acids, instead of sugar and other sweet things.
9. ↑  Ito K, Asakura T, Morita Y, Nakajima K, Koizumi A, Shimizu-Ibuka A, Masuda K, Ishiguro M, Terada T, Maruyama J, Kitamoto K, Misaka T, Abe K. . Biochem. Biophys. Res. Commun. August 2007, 360 (2): 407–11. PMID 17592723. doi:10.1016/j.bbrc.2007.06.064.
10. ↑  Yamamoto C; Nagai H, Takahashi K, Nakagawa S, Yamaguchi M, Tonoike M, Yamamoto T. . Neuroimage. 2006 Dec, 33 (4): 1145–1151. PMID 17020807.
11. ↑  . PanSci 泛科學. 2011-10-01  [2017-03-09]. （原始内容存档于2015-05-13） （中文（臺灣））.
12. ↑  Matsuyama T, Satoh M, Nakata R, Aoyama T, Inoue H. . J. Biochem. April 2009, 145 (4): 445–50. PMID 19122203. doi:10.1093/jb/mvn184.
13. ↑  Sun HJ, Cui ML, Ma B, Ezura H. . FEBS Lett. January 2006, 580 (2): 620–6. PMID 16406368. doi:10.1016/j.febslet.2005.12.080.
14. ↑  . Wall Street Journal. 2007-03-30  [2008-05-28]. [...]two grams produce roughly the same effect as one miracle fruit.
15. ↑  DM Cannon The old sweet lime Trick. （页面存档备份，存于） The Rare Fruit Review. 1992. Vol 1. Number 2.
16. ↑  AD Kinghorn and DD Soejarto. Sweetening Agents of plant-origin. CRC Crit. Rev. Plant Sci. 1986, 4, 79-120.